# ОПЕК
Організація країн — експортерів нафти (ОПЕК) (англ. The Organization of the Petroleum Exporting Countries, OPEC) — картель, створений нафтовидобувними державами для стабілізації цін на нафту. Членами цієї організації є країни, чия економіка залежить від доходів з експорту нафти.

## Загальна інформація
Станом на квітень 2020 року членами ОПЕК є 12 країн:
- Алжир
- Ангола — оголосила про вихід з ОПЕК 21 грудня 2023 року[5]. 1 січня 2024 офіційно вийшла з членства ОПЕК.
- Венесуела
- Габон
- Екваторіальна Гвінея
- Ірак
- Іран
- Республіка Конго
- Кувейт
- Лівія
- Нігерія
- ОАЕ
- Саудівська Аравія

Основна мета організації — координація та уніфікація нафтової політики країн-членів організації з тим, щоб забезпечити справедливі та стабільні ціни на нафту на світовому ринку, ефективне економічно обґрунтоване і регулярне постачання нафти країнам-споживачам, а також забезпечити інвесторам, які вклали свій капітал в розвиток нафтовидобувної галузі, справедливу прибутковість вкладень.
Здатність ОПЕК контролювати ціни на нафту дещо знизилася у зв'язку з відкриттям та розвитком великих покладів нафти на Алясці, в Північному морі, Канаді, Мексиканській затоці, Росії та модернізації ринків. Станом на листопад 2010 року, на членів ОПЕК припадає 79 % світових запасів нафти та 44 % видобутку, що дає їм значний контроль над світовим ринком. Наступна за величиною група виробників, що входять до ОЕСР і пострадянські держави видобувають лише 23,8 % та 14,8 % відповідно від загального обсягу видобутку нафти у світі. Однак, уже у 2003 році, побоювання, що в ОПЕК мало можливостей збільшення видобування, викликало припущення, що її вплив на ціну нафти почне скорочуватися.
Штаб-квартира ОПЕК, де проводяться регулярні зустрічі міністрів нафти її країн-членів, з 1965 року розташована у Відні.

### ОПЕК+
ОПЕК+ — це домовленість, яка охоплює не тільки країни-члени картелю, але й низку інших: Азербайджан, Бахрейн, Бруней, Казахстан, Малайзію, Оман, Південний Судан, Росію та Судан.
У 2021 році Міністерський моніторинговий комітет ОПЕК+ (JMMC) схвалив призначення міністра нафтових ресурсів Нігерії спеціальним представником по роботі з країнами Африки.

## Історія

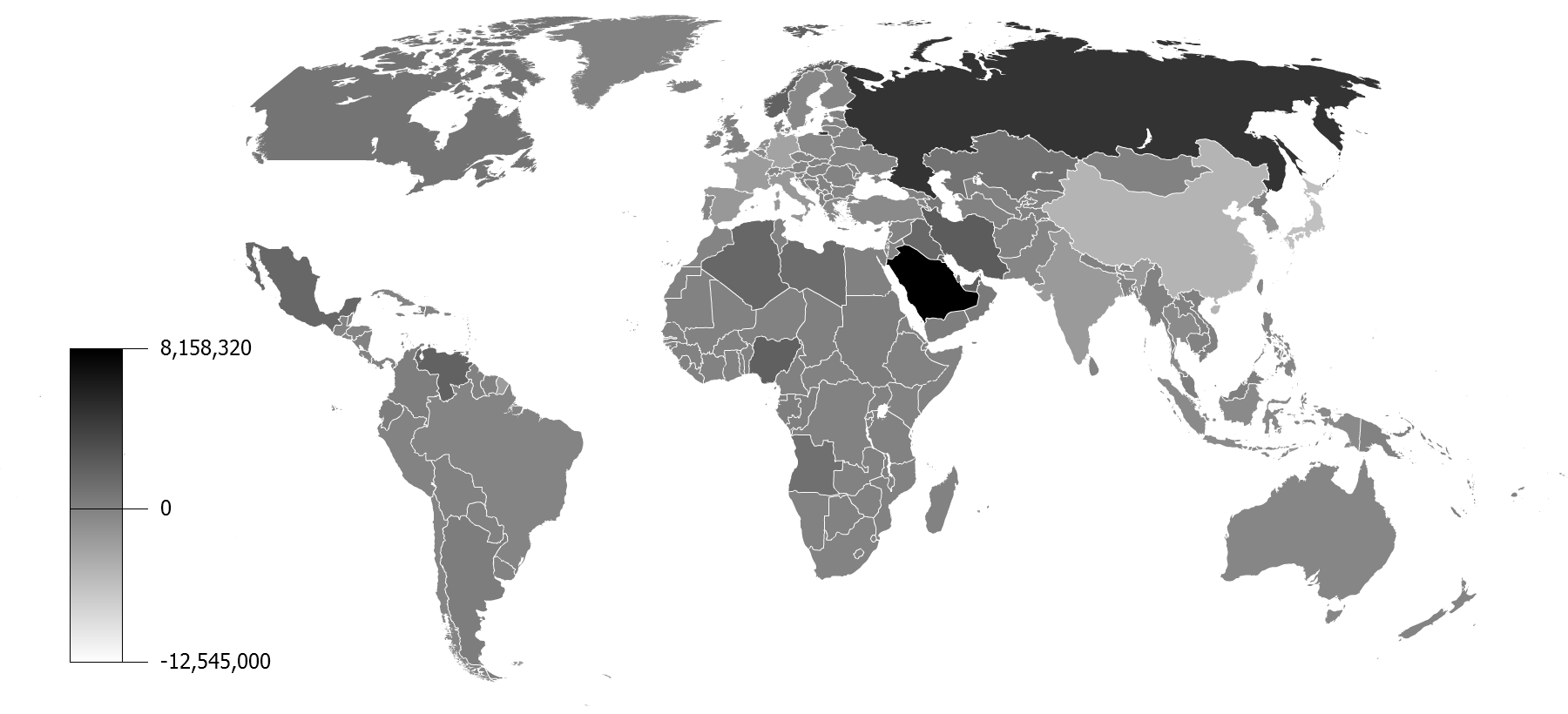
Баланс експорту та імпорту нафти за країнами світу

ОПЕК як постійна міждержавна організація була створена на конференції в Багдаді 10—14 вересня 1960. Спочатку до складу організації ввійшли Іран, Ірак, Кувейт, Саудівська Аравія й Венесуела. До цих п'ятьох країн, що заснували організацію, пізніше приєдналися ще вісім: Катар (1961), Індонезія (1962), Лівія (1962), Об'єднані Арабські Емірати (1967), Алжир (1969), Нігерія (1971), Еквадор (1973—1992), Габон (1976—1994). У 2007 р. до організації приєдналася Ангола і повернувся Еквадор. У 2008 р. Росія заявила про готовність стати постійним спостерігачем.
Штаб-квартира ОПЕК спочатку розташовувалася у Женеві (Швейцарія), потім 1 вересня 1965 перемістилася у Відень (Австрія).
Мета ОПЕК — координація діяльності й вироблення загальної політики щодо видобутку нафти серед країн — учасників організації, з метою підтримки стабільних цін на нафту, забезпечення стабільного постачання нафти споживачам, одержання віддачі від інвестицій у нафтову галузь.
Міністри енергетики й нафти держав членів ОПЕК двічі в рік проводять зустрічі для оцінки міжнародного ринку нафти й прогнозу його розвитку на майбутнє. На цих зустрічах ухвалюються рішення про дії для стабілізації ринку. Рішення про зміни обсягу видобутку нафти відповідно до зміни попиту на ринку ухвалюються на конференціях ОПЕК.
Країни члени ОПЕК контролюють близько 2/3 світових запасів нафти. На їхню частку припадає 40 % від всесвітнього видобутку або половина світового експорту нафти.

### Нафтове ембарго 1973 року
Ембарго на постачання нафти у 1973 почалося після підтримки Сполученими Штатами і Західною Європою Ізраїлю у Війні Судного дня. Саудівська Аравія та Іран очолили тих, хто був обурений західною підтримкою Ізраїлю. Іран припинив постачання нафти до Сполучених Штатів та Західної Європи. Крім того, король Саудівської Аравії Фейсал ібн Абдель Азіз Аль Сауд ввів нафтове ембарго проти Заходу. Внаслідок цього, ціни на нафту в США піднялася з 3 доларів за барель до 12 доларів за барель, розпочалося нормування пального[джерело?].

### Інцидент із заручниками у 1975
21 грудня 1975 року Ахмед Закі Ямані Саудівської Аравії, Джамшид Амузеґар Ірану та інші міністри нафти країн ОПЕК були взяті в заручники під час піврічної конференції у Відні, Австрія. Напад, у результаті якого загинули троє не міністрів, організувала команда з шести осіб на чолі з венесуельським терористом «Шакалом Карлосом», до якої входили Габріеле Крохер-Тідеманн і Ганс-Йоахім Кляйн. Самоназвана група «Рука арабської революції» оголосила своєю метою звільнення Палестини. Карлос планував захопити конференцію силою та утримувати за викуп усіх одинадцятьох присутніх на ній міністрів нафти, окрім Ямані та Амузегара, яких мали стратити.
Карлос організував автобусні та авіаперевезення для своєї команди та 42 із 63 заручників із зупинками в Алжирі та Триполі, плануючи зрештою вилетіти в Багдад, де Ямані й Амузеґара мали вбити. В Алжирі було звільнено всіх 30 неарабських заручників, за винятком Амузеґара. Інші заручники були звільнені під час наступної зупинки в Триполі перед поверненням до Алжиру. Коли залишилося лише 10 заручників, Карлос провів телефонну розмову з президентом Алжиру Хуарі Бумедьєном, який повідомив Карлосу, що смерть міністрів нафти призведе до нападу на літак. Мабуть, Бумедьєн також запропонував Карлосу притулок і, можливо, фінансову компенсацію за невиконання завдання. Карлос висловив жаль, що не може вбити Ямані та Амузеґара, після чого він і його товариші покинули літак. Всі заручники та терористи змогли вийти із ситуації через два дні після її початку.
Через деякий час після нападу спільники Карлоса розповіли, що операцією керував Ваді Хаддад, засновник Народного фронту звільнення Палестини. Вони також стверджували, що ідея та фінансування надійшли від арабського президента, яким, як вважають, був Муаммаром Каддафі з Лівії, що є членом ОПЕК. Другі бойовики Бассам Абу Шаріф і Кляйн стверджували, що Карлос отримав і зберігав у себе викуп від 20 до 50 мільйонів доларів США від «арабського президента». Карлос стверджував, що Саудівська Аравія заплатила викуп від імені Ірану, але гроші були «спрямовані за маршрутом та втрачені під час революції». Його було схоплено в 1994 році, і він відбуває довічне ув'язнення за щонайменше 16 інших вбивств.

### 2021: суперечка між Саудівською Аравією та Еміратами
У липні 2021 року Об'єднані Арабські Емірати, член ОПЕК+, відхилили запропоноване Саудівською Аравією восьмимісячне продовження обмеження видобутку нафти, яке було запроваджене через COVID-19 та зниження споживання нафти. Минулого року ОПЕК+ скоротила видобуток нафти, що становило еквівалент близько 10 % попиту на той час. ОАЕ попросили збільшити максимальну кількість нафти, яку група визнає країною-виробником, до 3,8 мільйона барелів на день порівняно з попередніми 3,2 мільйонами барелів. Компромісна угода дозволила ОАЕ збільшити максимальний видобуток нафти до 3,65 млн барелів на добу.
Згідно з умовами угоди, Росія також збільшить свій видобуток з 11 мільйонів барелів до 11,5 мільйона до травня 2022 року. Усі члени організації збільшуватимуть видобуток на 400 000 барелів на добу щомісяця, починаючи з серпня, щоб поступово компенсувати попередні скорочення, спричинені пандемією COVID. Цей компроміс, досягнутий завдяки тому, що Саудівська Аравія пішла назустріч Об'єднаним Арабським Еміратам, підкреслив єдність ОПЕК+. Міністр енергетики ОАЕ Сухейл Аль-Мазруї подякував Саудівській Аравії та Росії за сприяння діалогу, який привів до угоди. Він заявив: «ОАЕ віддані цій групі й завжди будуть працювати з нею». З боку Саудівської Аравії міністр енергетики принц Абдулазіз бін Салман наголосив на досягненні консенсусу та заявив, що угода зміцнює зв'язки ОПЕК+ і забезпечує її спадкоємність.

### 2022: Скорочення видобутку нафти
У жовтні 2022 року ОПЕК+ на чолі з Саудівською Аравією оголосила про значне скорочення обсягів видобутку нафти, щоб допомогти Росії. У відповідь президент США Джо Байден пообіцяв «наслідки» і заявив, що уряд США «переоцінить» давні відносини США з Саудівською Аравією. Роберт Менендес, голова Комітету із закордонних справ Сенату США від Демократичної партії, закликав заморозити співпрацю з Саудівською Аравією та продаж зброї до неї, звинувативши королівство в тому, що воно допомагає Росії підтримувати війну з Україною.
Міністерство закордонних справ Саудівської Аравії заявило, що рішення ОПЕК+ було «суто економічним» і ухвалене одноголосно всіма членами організації, відкинувши тиск з метою змінити свою позицію щодо російсько-української війни в ООН. У відповідь Білий дім звинуватив Саудівську Аравію в тому, що вона чинила тиск на інші країни ОПЕК, щоб вони погодилися на скорочення видобутку, деякі з яких вважають, що їх змусили, заявивши, що Сполучені Штати надали саудівському уряду аналіз, який показав, що для цього не було жодних ринкових підстав. Речник Ради національної безпеки США Джон Кірбі заявив, що уряд Саудівської Аравії знав, що це рішення «збільшить російські доходи та притупить ефективність санкцій» проти Москви, відкинувши заяву Саудівської Аравії про те, що цей крок був «суто економічним». Згідно з повідомленням в The Intercept, джерела та експерти заявили, що Саудівська Аравія прагнула ще більших скорочень, ніж Росія, мовляв, наслідний принц Саудівської Аравії Мохаммед бін Салман хоче вплинути на вибори в США 2022 року на користь Республіканської партії та президентські вибори в США 2024 року на користь Дональда Трампа. На противагу цьому, саудівські офіційні особи стверджують, що їхнє рішення про скорочення видобутку нафти було зумовлене занепокоєнням світової економіки, а не політичними мотивами. Вони стверджують, що скорочення було відповіддю на глобальну економічну ситуацію та низькі запаси, які можуть спровокувати зростання цін на нафту. Саудівська Аравія підтверджує свої дії, підкреслюючи своє стратегічне партнерство зі США, зосереджуючись на мирі, безпеці та процвітанні.
У 2023 році МЕА прогнозувало, що попит на викопне паливо, таке як нафта, природний газ і вугілля, досягне історичного максимуму до 2030 року. ОПЕК відкинула прогноз МЕА, заявивши, що «що робить такі прогнози такими небезпечними, то це те, що їх часто супроводжують заклики припинити інвестувати в нові нафтогазові проєкти».
У листопаді 2024 року S&P Global стверджувало, що ОАЕ проігнорували скорочення видобутку нафти ОПЕК і видобувають приблизно на 700 000 барелів більше узгодженої квоти, тобто 2,91 млн барелів на добу. Аналітики стверджували, що «перевиконання квоти» Еміратами недооцінить зусилля Саудівської Аравії та Росії, спрямовані на підвищення цін на нафту шляхом скорочення видобутку. У той час як Росія намагалася фінансувати свою війну з Україною, Саудівська Аравія мала власні плани щодо диверсифікації економіки.

## «Кошик» ОПЕК

Графік зображає вартість нафти з 1861 по 2007 рік. Помаранчева лінія — ціна з поправкою на інфляцію (в доларах 2008 року), синій — без поправки.

Термін «кошик» ОПЕК (англ. OPEC Reference Basket of crudes) був офіційно введений 1 січня 1987 року. Ціна «кошика» визначається як середній арифметичний показник фізичних цін наступних сортів нафти: Arab Light (Саудівська Аравія), Basra Light (Ірак), Bonny Light (Нігерія), Es Sider (Лівія), Girassol (Ангола), Iran Heavy (Іран), Kuwait Export (Кувейт), Merey (Венесуела), Murban (ОАЕ), Oriente (Еквадор), Qatar Marine (Катар), Saharan Blend (Алжир).
Історичним максимумом для «кошика» ОПЕК є цінова позначка $140,73 за барель, яка була зареєстрована 3 липня 2008 року.
У березні 2008 року в кошик включили Oriente (Еквадор). У січні 2009 року з кошика вилучили Minas (Індонезія), а замість BCF 17 (Венесуела) до кошика внесли Merey (Венесуела). На жовтень 2009 кошик містив у собі 12 сортів нафти. Таким чином, ціна кошика ОПЕК визначається як середній арифметичний показник фізичних цін 12 вищезазначених сортів нафти, що видобувається країнами картелю.

## Квоти
| Країна            | Квота (01/07/05) | Видобуток (01/07) | Можливість видобутку |
| Алжир             | 894              | 1 360             | 1 430                |
| Ангола            | 1 900            | 1 700             | 1 700                |
| Еквадор           | 520              | 500               | 500                  |
| Іран              | 4 110            | 3 700             | 3 750                |
| Ірак              |                  | 1,481             |                      |
| Кувейт            | 2 247            | 2 500             | 2 600                |
| Лівія             | 1 500            | 1 650             | 1 700                |
| Нігерія           | 2 306            | 2 250             | 2 250                |
| Катар             | 726              | 810               | 850                  |
| Саудівська Аравія | 10 099           | 8 800             | 10 500               |
| ОАЕ               | 2 444            | 2 500             | 2 600                |
| Венесуела         | 3 225            | 2 340             | 2 450                |
| Всього            | 31 422           | 30 451            | 32 230               |
| ----------------- | ---------------- | ----------------- | -------------------- |

|                                          | Алжир  | Ангола | Еквадор | Іран   | Ірак   | Кувейт | Лівія  | Нігерія | Катар  | Саудівска Аравія | ОАЕ    | Венесуела | Разом:   |
| ---------------------------------------- | ------ | ------ | ------- | ------ | ------ | ------ | ------ | ------- | ------ | ---------------- | ------ | --------- | -------- |
| Населення (млн людей)                    | 35,40  | 18,50  | 14,01   | 74,10  | 31,23  | 3,48   | 6,41   | 156,04  | 1,64   | 25,40            | 4,62   | 28,38     | 399,21   |
| Площа (1000 км²)                         | 2 382  | 1 247  | 281     | 1 648  | 438    | 18     | 1 760  | 924     | 11     | 2 150            | 84     | 916       | —        |
| Густота населення (жителів на км²)       | 15     | 15     | 50      | 45     | 71     | 194    | 4      | 169     | 149    | 12               | 55     | 31        | —        |
| ВВП на душу населення (доларів)          | 3 751  | 3 717  | 3 669   | 4 460  | 4 363  | 30 240 | 10 479 | 1 064   | 51 201 | 14 552           | 49 782 | 11 883    | —        |
| ВВП у ринкових цінах (млрд доларів)      | 132,78 | 68,76  | 51,39   | 330,46 | 136,28 | 105,38 | 67,17  | 166,00  | 83,91  | 369,67           | 229,97 | 337,30    | 2 079,07 |
| Вартість експорту (млрд доларів)         | 43,69  | 40,99  | 13,80   | 70,61  | 44,37  | 50,24  | 32,98  | 33,44   | 33,26  | 175,53           | 174,73 | 57,60     | 771,20   |
| Експорт нафти (млрд доларів)             | 30,59  | 38,81  | 6,96    | 55,60  | 41,85  | 46,57  | 31,38  | 26,47   | 26,84  | 157,41           | 58,66  | 54,20     | 575,34   |
| Сальдо платіжного балансу (млрд доларів) | 0,49   | −2,24  | −0,43   | 7,93   | 11,39  | 27,75  | 10,18  | 20,05   | 0,77   | 20,48            | −7,02  | 8,56      | —        |
| Доведені запаси нафти (млрд барелів)     | 12,20  | 9,50   | 6,51    | 137,01 | 115,00 | 101,50 | 46,42  | 37,20   | 25,38  | 264,59           | 97,80  | 211,17    | —        |
| Видобуток нафти (1000 б/д)               | 1 216  | 1 739  | 465     | 3 557  | 2 336  | 2 262  | 1 474  | 1 842   | 733    | 8 184            | 2 242  | 2 878     | 28 928   |
| НПЗ потужності (1000 б/д)                | 652    | 39     | 188     | 1 474  | 824    | 936    | 380    | 445     | 80     | 2 109            | 466    | 981       | 8 574    |
| Виробництво нафтопродуктів (1000 б/д)    | 411,6  | 46,2   | 189,3   | 1 726  | 456,6  | 892,7  | 350    | 249,4   | 126,3  | 1 911,0          | 400,4  | 1 232,4   | 7 991,9  |
| Споживання нафтопродуктів (1000 б/д)     | 310    | 39     | 205     | 1 795  | 603    | 274    | 271    | 225     | 106    | 1 405            | 235    | 668       | 6 136    |
| Експорт нафти (1000 б/д)                 | 747    | 1 770  | 329     | 2 232  | 1 906  | 1 348  | 1 170  | 2 160   | 647    | 6 268            | 1 953  | 1 608     | 22 138   |
| Експорт нафтопродуктів (1000 б/д)        | 232,5  | 40,8   | 33,5    | 300,8  | 26,2   | 673,5  | 136,1  | 12,1    | 120,5  | 1 008,4          | 374,1  | 963,6     | 3 922,1  |

## Економіка
За даними уряду США, у 2011 році ОПЕК отримає понад $ 1 трлн доходів, це буде вперше, обсяг досягне цифри в $ 1034 млрд, і це поб'є рекорд $ 965 млрд у 2008 році.
У 2015 р. країни ОПЕК у серпні видобули 31,544 млн барелів нафти на добу.

## Росія та ОПЕК
З 1998 року Росія є спостерігачем в ОПЕК. Починаючи з цього періоду Росія бере участь у сесіях Конференції ОПЕК, а також у нарадах експертів та інших заходах організації з представниками країн, що не входять в неї. Проходять регулярні зустрічі російських міністрів з керівниками ОПЕК і колегами з країн ОПЕК. Росія виступила з ініціативою організувати регулярний Енергодіалог Росія-ОПЕК, укласти Угоду (Меморандум) про енергодіалог, уповноваженим представником якого з російської сторони буде Міністерство енергетики Російської Федерації.